# Stigmella kurotsubarai
Stigmella kurotsubarai là một loài bướm đêm thuộc họ Nepticulidae. It is only known to exist on Honshu, the largest island in Nhật Bản.
Ấu trùng ăn Rhamnus davurica var. nipponica. Chúng ăn lá nơi chúng làm tổ.